# Droezjba
Droezjba (Russisch: Дрýжба, voorheen Duits: Allenburg) is een plaats (tot in 1945 een stad) in de regio Pravdinsk van de oblast Kaliningrad in Rusland. 

## Locatie
De plaats ligt in de historische provincie Oost-Pruisen aan de rivier de Lava (in het Duits Alle) bij de monding van de Omet en het Mazurisch kanaal, ongeveer 40 Kilometer ten zuidoosten van de stad Kaliningrad, het vroegere Königsberg.

## Geschiedenis
In 1256 werd voor het eerst de burcht Allenburg in een akte genoemd, die de Duitse Orde op de oostelijke oever van de rivier de Alle bouwde als vooruitgeschoven burcht met ommuring als vesting tegen de Litouwers. Al vier jaar daarna echter, verwoestten de Pruisen deze burcht, waarna in 1272, na de onderwerping van de Pruisen, een nieuwe burcht werd gesticht.
Op 19 oktober 1400 kreeg Allenburg stadsrechten van Konrad von Jungingen, de oppermeester van de ridders van de Duitse Orde, naar Kulmer Recht. De stad sloot zich echter later bij de opstandige Pruisische Bond aan en werd daarom in 1455 door de Duitse Orde aangevallen, veroverd en daarbij deels vernietigd. Totdat de stad een eigen kerk kreeg, fungeerde de burchtkapel als godshuis. In 1405 begon men met de bouw van de kerk uit baksteen en veldkeien met een bijzondere oostgevel, echter het koor werd niet gebouwd. Tegen het einde van de 15e eeuw werd de kerk vergroot met een vleugel naar het westen. De noordzijde van het kerkenschip was tegelijk stadsmuur. 
De hervorming begon hier relatief vroeg. In 1529 werd de laatste pastoor afgezet en op 23 februari 1529 trad met Johann Laxophorin de eerste dominee aan. 
Door de gevechten van de Eerste Wereldoorlog ontstond zware schade aan het gebouw, waarbij naast de toren ook het orgel van Johann Josua Mosengel uit 1699 verwoest werd. Op 30 augustus 1925 kon men de gerestaureerde kerk weer inwijden. De door Russische troepen opgeblazen toren werd in neogotische stijl vernieuwd en verhoogd, vermoedelijk op basis van plannen van de architect Häring. Sinds het jaar 2005 – tevens het jaar dat de kerk 600 jaar bestond – kan en mag deze weer voor godsdiensten gebruikt worden.
In het jaar 1711 woedde in Pruisen een grote pestepidemie, welke in deze stad slechts 11 inwoners overleefd zouden hebben.
Sinds 1818 en tot in 1945 behoorde Allenburg tot de regio Wehlau in het regeringsdistrict Königsberg in de provincie Oost-Pruisen. In 1939 telde de stad 2.692 inwoners.
Rond 1900 waren er in Allenburg een evangelische kerk, een vrouwentehuis (Damenstift), een opvanghuis en een door stoom aangedreven molen. Rond 1925 waren er een rechtbank, zagerijen, melkerijen alsmede vier paarden- en veemarkten. Er was ook een motorbootverbinding met Königsberg. Voor 1945 had het eigen treinstation aan de spoorlijn van Wehlau over Friedland naar Bartenstein en Heilsberg, die na Tweede wereldoorlog tot Bartoszyce weggehaald is.
In de Eerste Wereldoorlog werd de stad in augustus 1914 door het Russische leger veroverd en verwoest. Ook de stadskerk werd zwaar beschadigd. Na die oorlog startte begin twintiger jaren de wederopbouw van de stad. 
De stad werd aan het eind van de Tweede Wereldoorlog bijna geheel verwoest en daarna kwam de stad in 1945 onder Russisch bewind en op 17 juni 1947 werd de naam door hen veranderd in Droezjba (Vriendschap). Gelijktijdig werd de plaats zetel van een dorpssovjet in de regio Pravdinsk. De na hun vlucht overblijvende Duitse inwoners werden tot in 1948 verbannen en vervangen door inwoners die uit de verschillende delen van de Sovjet-Unie waren gekomen. Doordat het gebied geïsoleerd kwam te liggen door de nieuwe grens tussen Polen en de Sovjet-Unie midden door Oost-Pruisen, heeft de plaats sinds 1945 sterk aan betekenis verloren. Daarom staan er tegenwoordig nog maar relatief weinig huizen. In het kader van het lokale zelfbestuur werd Droezjba in 2004 toegevoegd aan de stedelijke gemeente Pravdinsk.